# Asociación Universitaria de Actividades Subacuáticas
La  Asociación Universitaria de Actividades Subacuáticas (AUAS) es una entidad sin ánimo de lucro cuyo fin principal es ejercitar y favorecer la práctica del buceo ecológico y sostenible cuidando y preservando los fondos marinos, las costas, las playas y los yacimientos arqueológicos subacuáticos.
AUAS surge en el seno de la Universidad de Málaga en junio de 2006. Su ámbito de actuación es la comunidad autónoma andaluza, aunque en ocasiones ha intervenido fuera de ella. Para llevar a cabo su labor, se compone de voluntarios ambientales tanto terrestres como buceadores.

## Acciones medioambientales
Entre las actividades que lleva a cabo esta asociación se encuentran:

### Limpiezas de playas

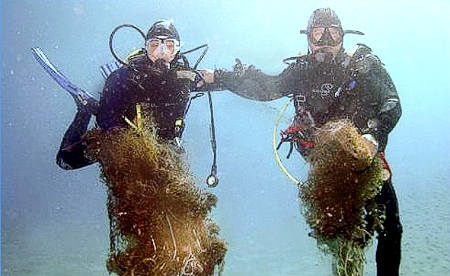
Retirada de red abandonada.

Se trata de la limpieza del mesolitoral (región de intermareas, con alternancia entre expuesta al aire y sumergida por el mar, con algas) y el supralitoral (zona superior de la playa o parte costera, sin vegetación terrestre, ó sólo de tipo desértico) en la que los voluntarios de tierra, con la ayuda de utensilios, recogen los residuos y los desechos que se encuentran en la arena, en la superficie del mar o en las rocas de los espigones.

### Limpiezas de fondos marinos
Consisten en la retirada de todo tipo residuos que se encuentren en el fondo marino, ya que la biodiversidad de la zona puede verse afectada por la presencia de éstos; además que algunos son contaminantes y abrasivos y ponen en peligro incluso la salud de los bañistas. Es llevada a cabo por buceadores con la ayuda de bolsas de red e incluso globos de izado para los objetos de mayor tamaño que los propios buzos no pueden llevar hasta la superficie.

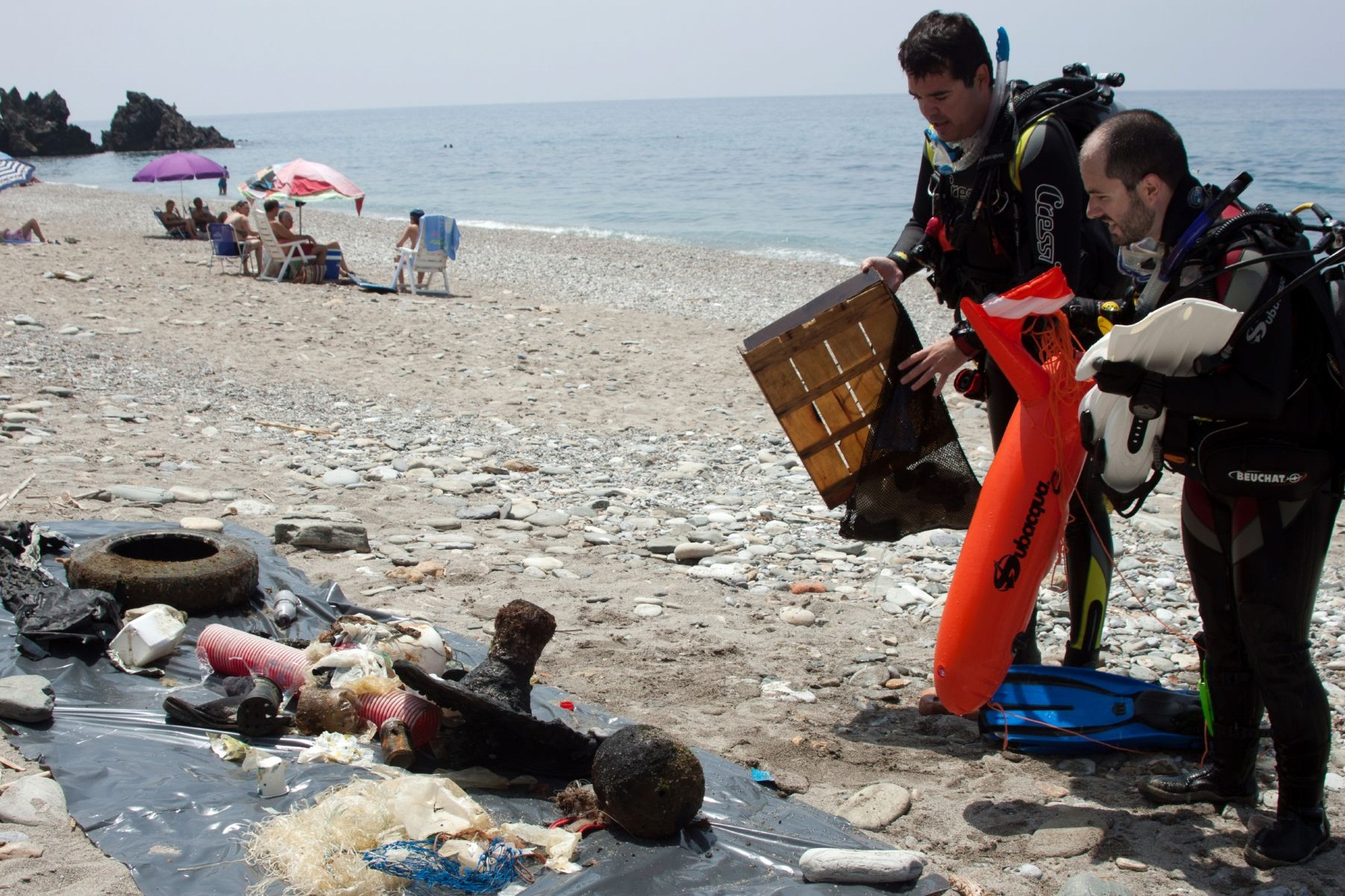
Limpieza de fondos marinos

### Retirada de redes abandonadas
Consiste en liberar e izar redes abandonadas, en las que quedan atrapados cientos de peces y de vida marina. Estas redes suelen encontrarse enganchadas en los arrecifes, en los acantilados y  en los roquedos.

### Campañas de concienciación ciudadana
Un grupo de voluntarios ambientales de superficie reparte objetos a los usuarios de las playas para que contribuyan a la preservación las mismas, como ceniceros, folletos informativos y herramientas para recoger la basura de la arena, tales como guantes y bolsas de red.

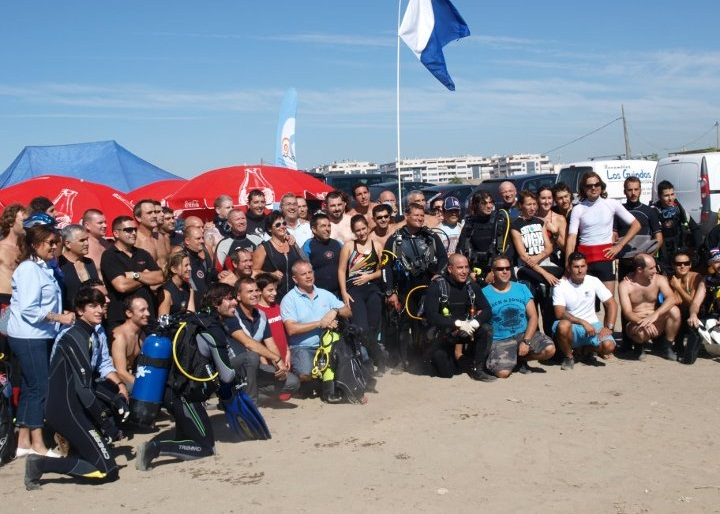
V Limpieza de Fondos Marinos.

Mediante charlas en colegios se enseñan a los más jóvenes prácticas adecuadas para el cuidado y la conservación del litoral.
También se realizan campañas de concienciación a los profesionales de la pesca, para explicarles los motivos por los que no deben utilizar artes de pesca ilegales, como trasmallos o pesca de arrastre en zonas prohibidas, ya que es un método basado en el uso de enormes redes lastradas con pesadas cargas y dotadas de unas piezas metálicas que rascan los fondos marinos, rastrillando y rompiendo todo aquello que encuentran a su paso, desde los peces hasta los corales centenarios.

### Campañas solidarias
Desde el año 2008 AUAS lleva realizando la campaña “Suelta Lastre” que consiste en una concentración de buceadores en la que todos los participantes aportan una cantidad de alimentos no perecederos, productos de limpieza, aseo personal y juguetes, destinada a las personas más necesitadas y a centros de acogida infantiles. Esta cantidad debe ser igual o mayor al lastre que necesita cada submarinista para sumergirse.

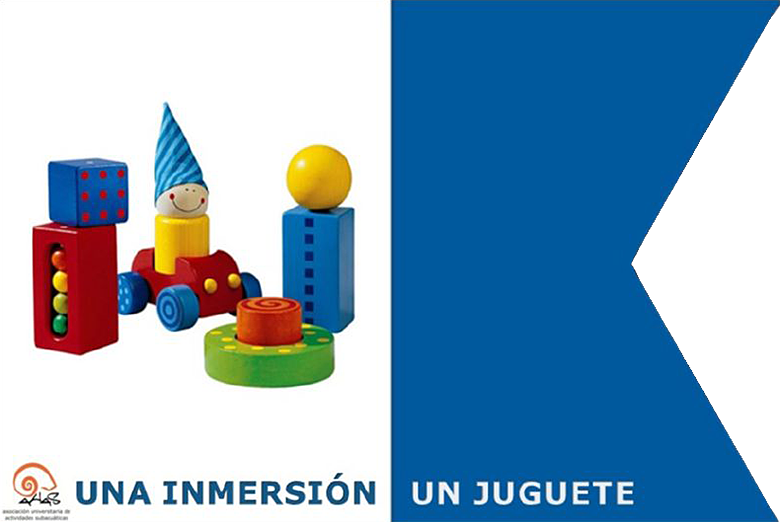

Desde el año 2012 se lleva realizando la campaña "Una inmersión, un juguete" que consiste en que tanto buceadores como no buceadores, colaboran en una colecta de juguetes para niños necesitados, que se donan posteriormente a entidades benéficas.

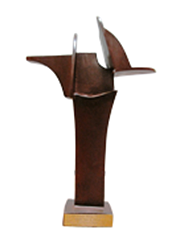
Premio Málaga Voluntaria

En diciembre de 2012, a través del Área de Participación Ciudadana, Inmigración y Cooperación al Desarrollo del Ayuntamiento de Málaga, AUAS fue galardonada en la modalidad “Prevención de la Salud y Promoción del Deporte” por el proyecto de buceo adaptado “Desde el otro lado de la barrera” en la VIII edición de los Premios "Málaga Voluntaria".

### Campañas de protección de yacimientos arqueológicos subacuáticos

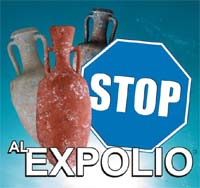
Campaña "Stop al expolio"

Consiste en concienciar a todos los submarinistas y pescadores sobre la importancia de proteger el patrimonio submarino español a través de charlas y coloquios en los que se informa a los buzos del procedimiento que deben seguir en caso de hallazgo de cualquier objeto que pueda poseer un valor histórico.

### Grupo de Apoyo Subacuático AUAS

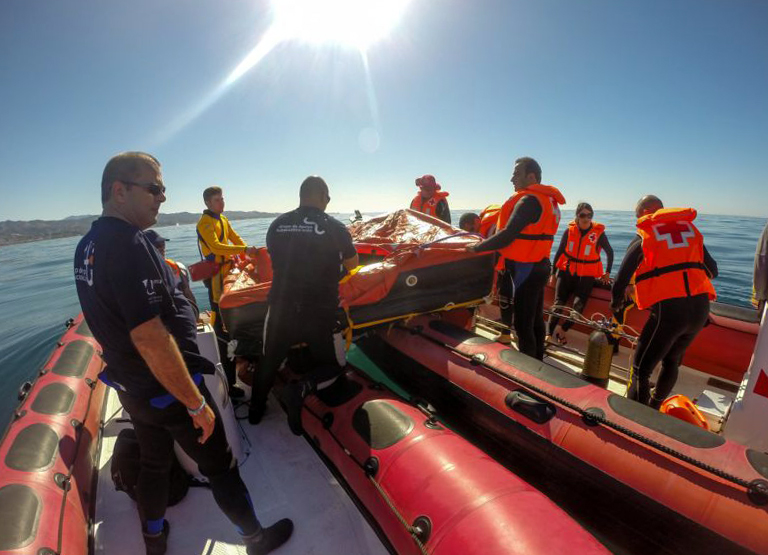
Grupo de Apoyo Subacuático AUAS en acción

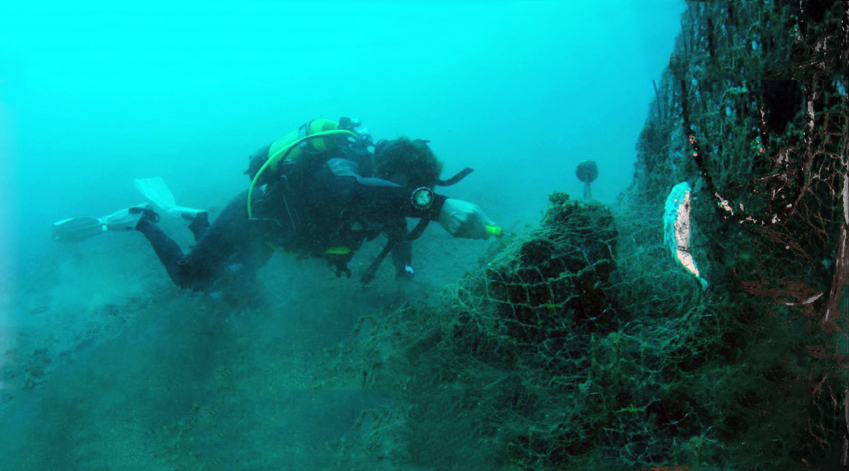
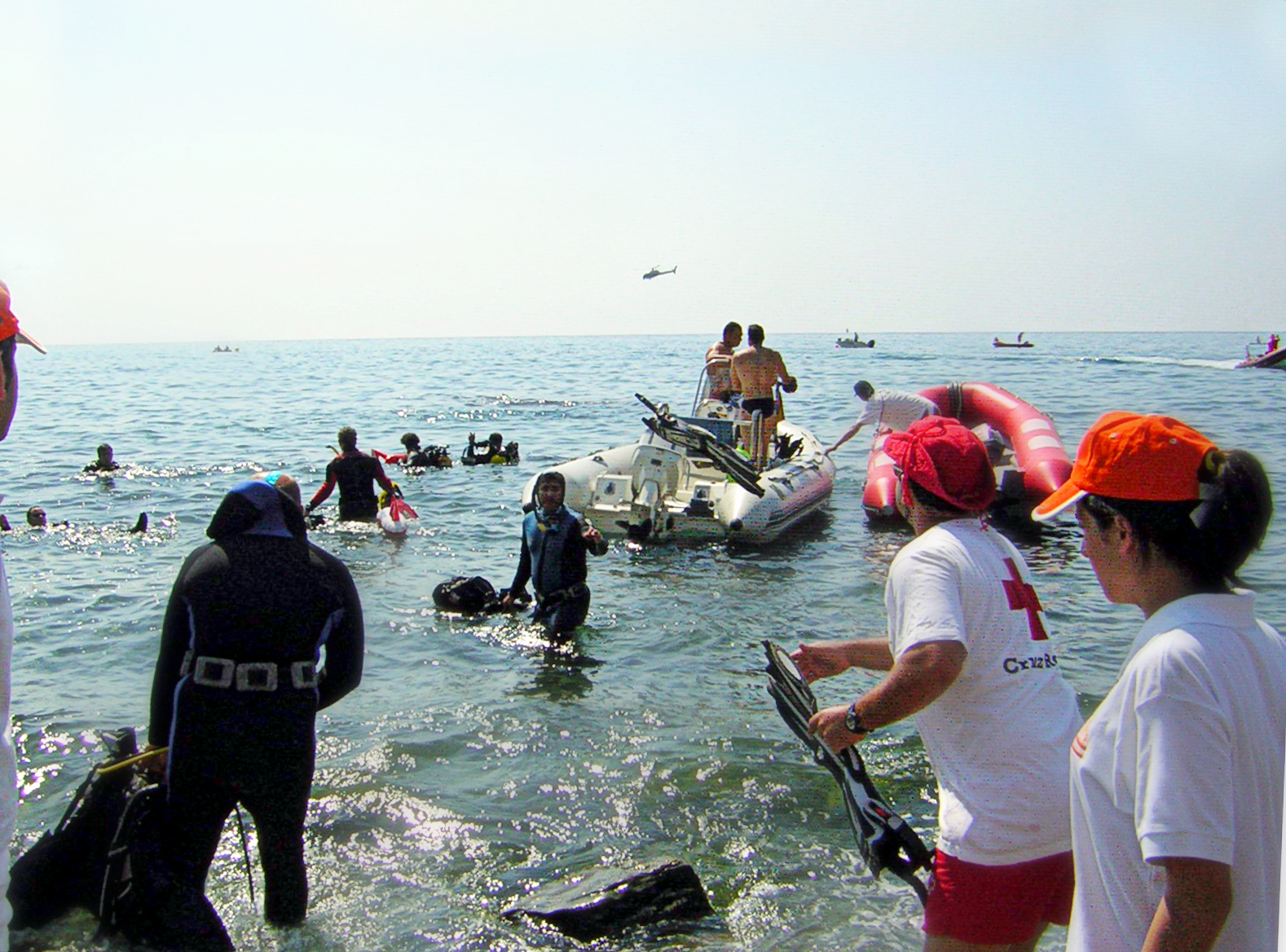
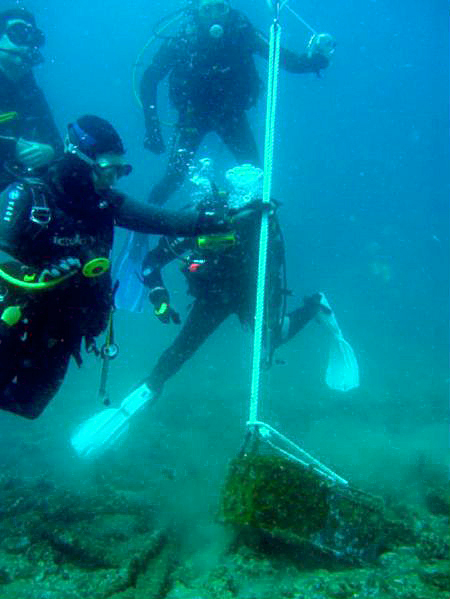
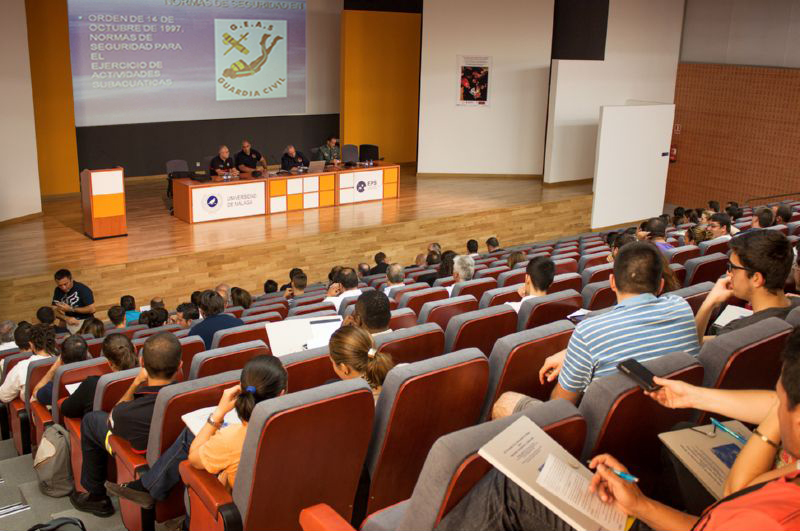
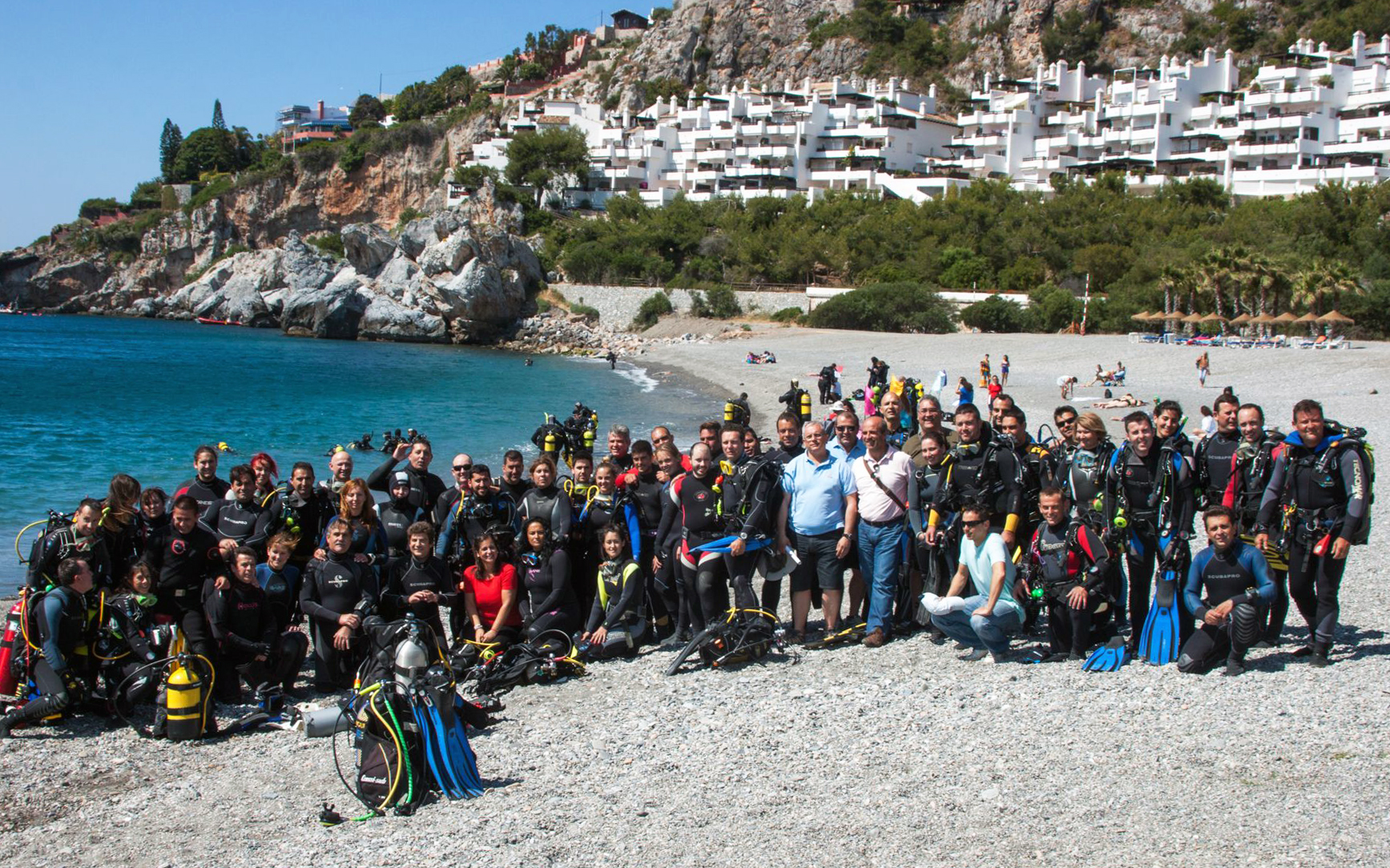
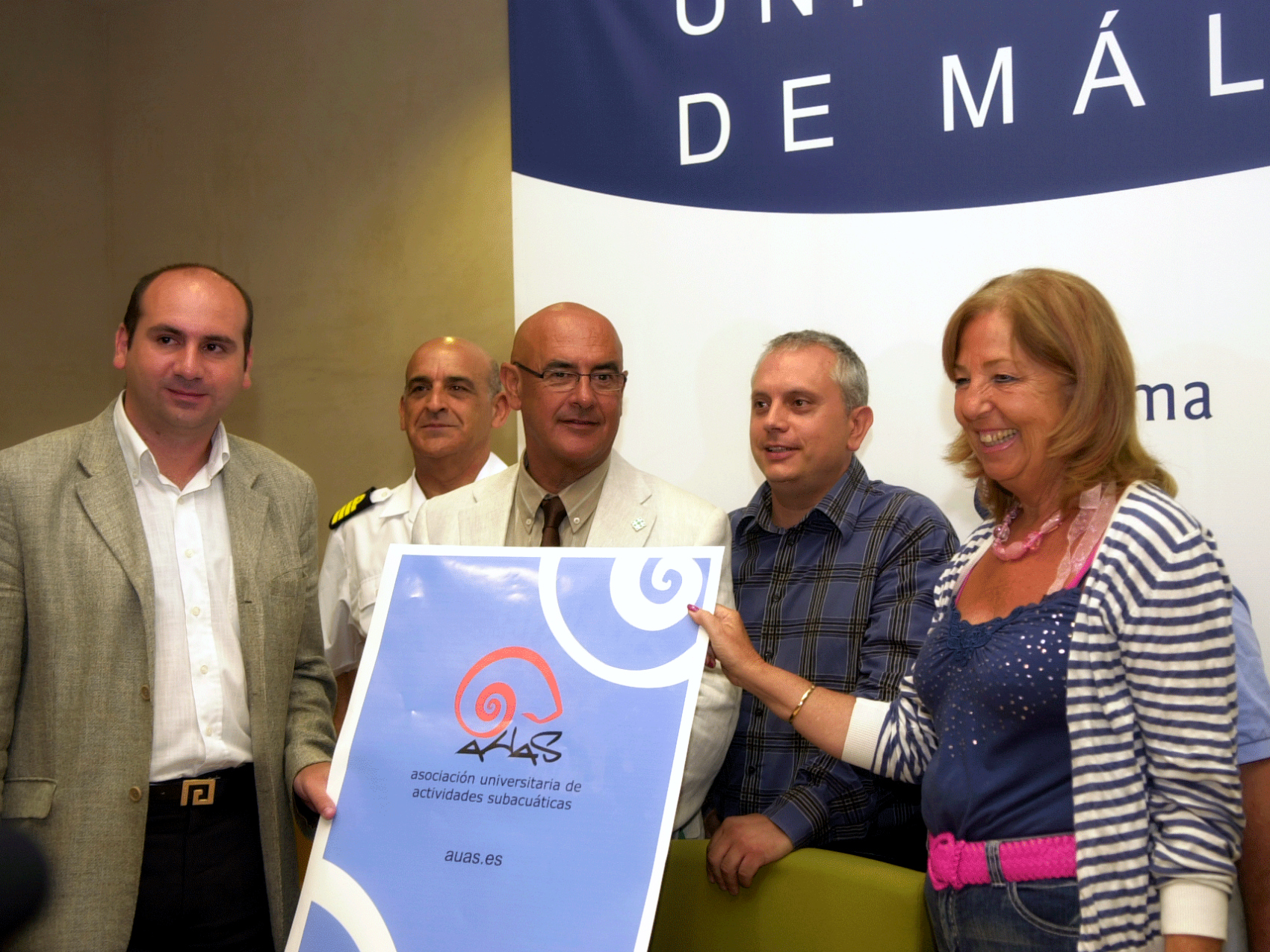

En el año 2013 se crea un grupo polivalente de voluntarios de apoyo a los grupos de intervención profesionales en emergencias y catástrofes humanitarias y medioambientales. Este grupo ya ha participado con grupos de seguridad del estado español, tales como el Grupo Especial de Actividades Subacuáticas GEAS de la Guardia Civil, Unidad Militar de Emergencias UME, bomberos, Protección Civil, Cruz Roja y Bomberos sin Fronteras en un ejercicio de simulación de catástrofe localizada en litoral malagueño, organizado por la Cátedra de Seguridad, Emergencias y Catástrofes de la Universidad de Málaga.

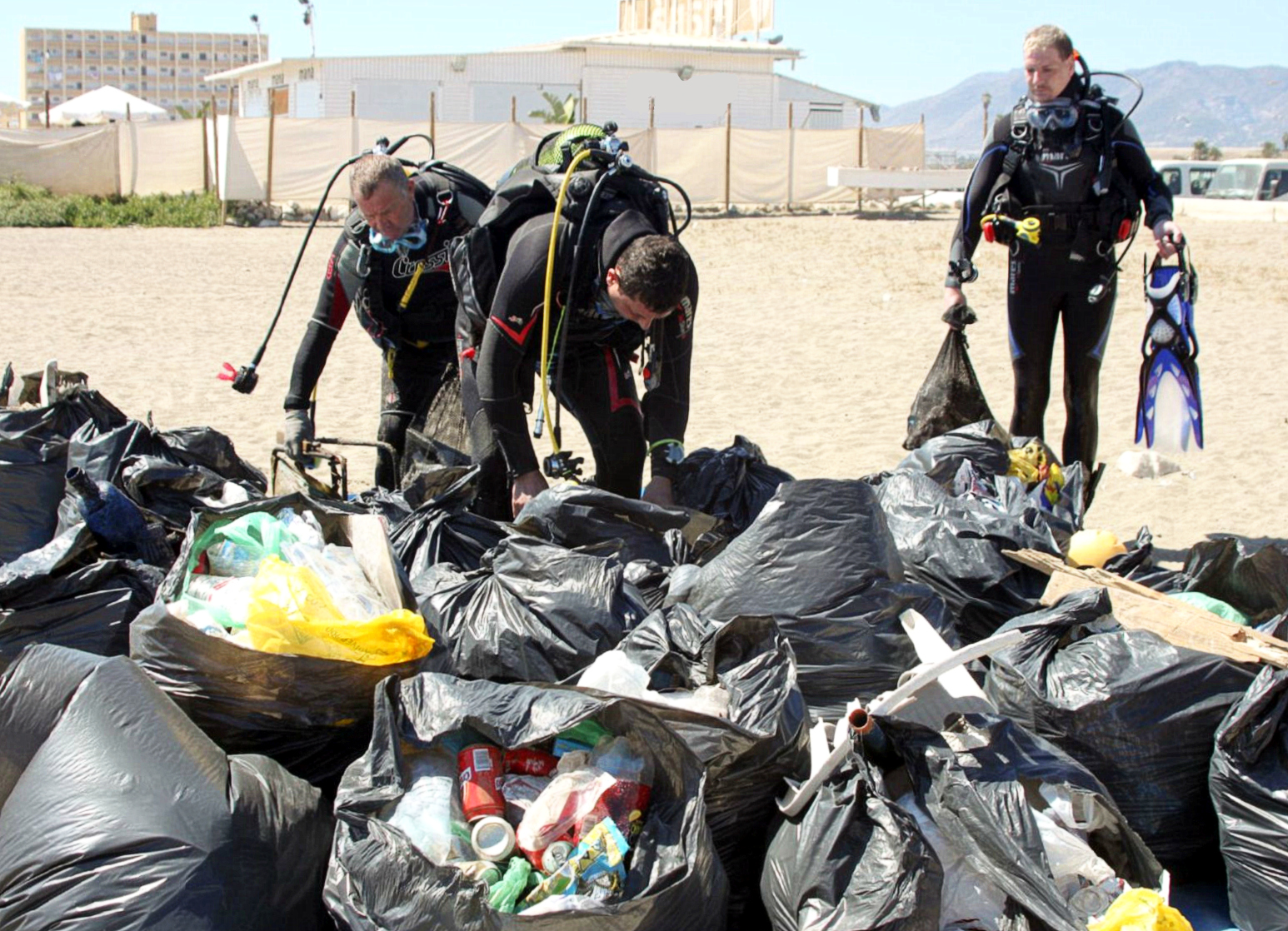
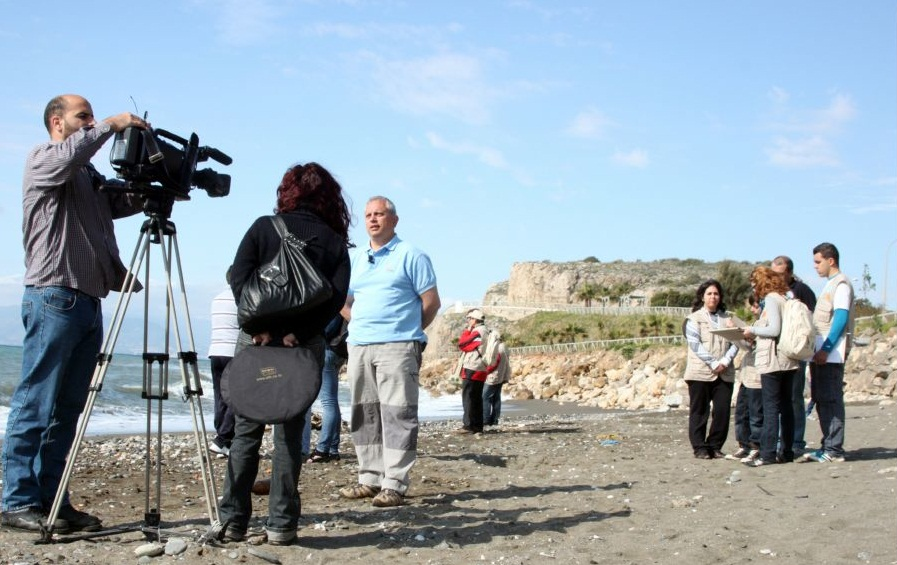
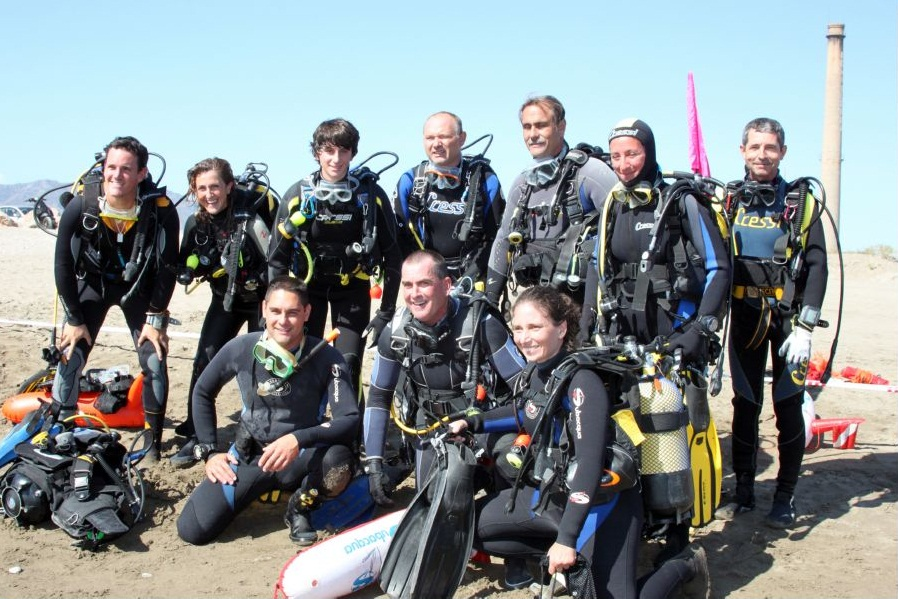
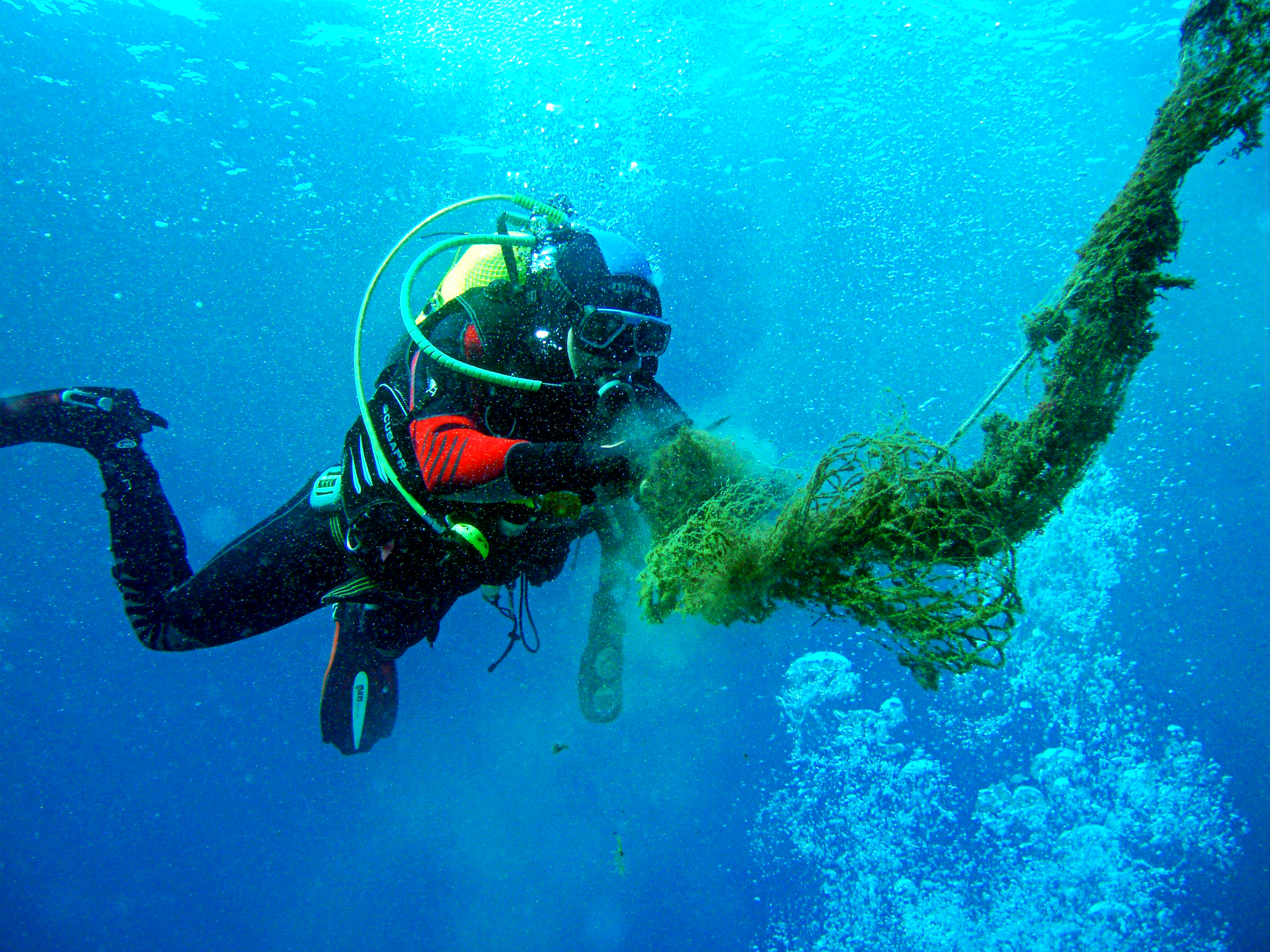
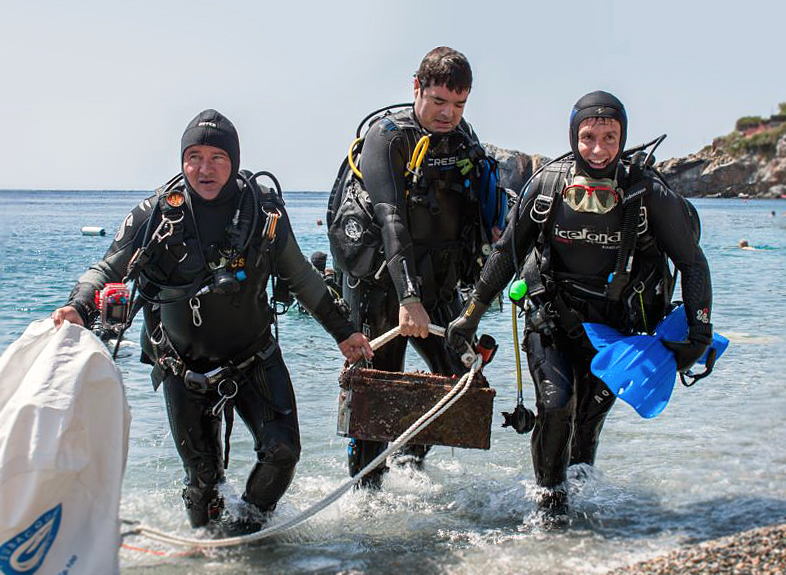
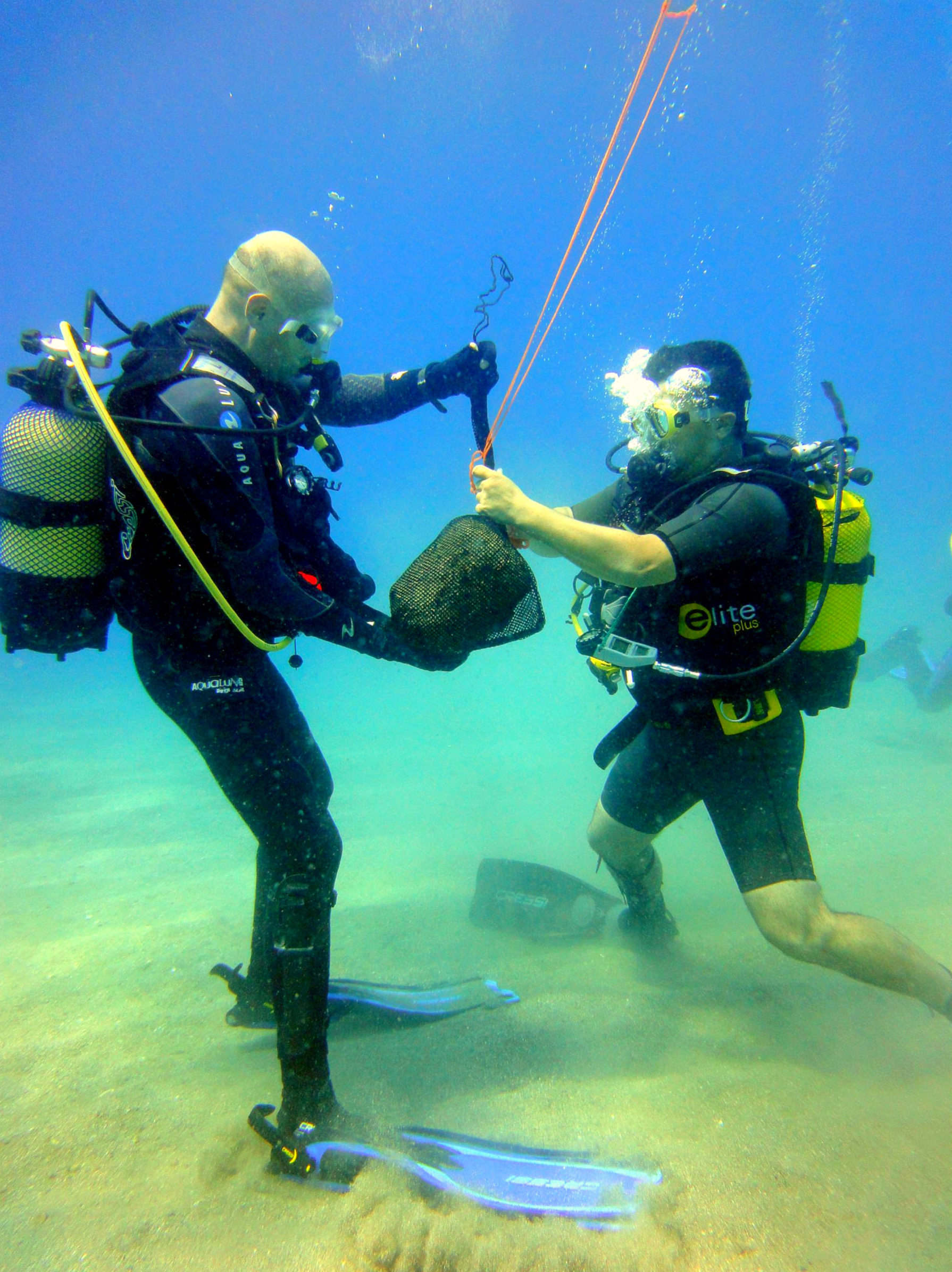

## Citas web
«Canal Sur: Retirada de red peligrosa» (Vídeo). Consultado el 13 de septiembre de 2011.
«Universidad de Málaga» (Noticia). Archivado desde el original el 6 de julio de 2011. Consultado el 13 de septiembre de 2011.
«Periódico El Mundo» (Noticia). Consultado el 13 de septiembre de 2011.
«Periódico Heraldo de Aragón» (Noticia). Consultado el 14 de septiembre de 2011.
«Junta de Andalucía» (Noticia). Consultado el 13 de septiembre de 2011.
«Granada en la red» (Noticia). Consultado el 13 de septiembre de 2011. (enlace roto disponible en Internet Archive; véase el historial, la primera versión y la última).
«Diario Sur» (Noticia). Consultado el 13 de septiembre de 2011.
«Telecinco: Limpieza de fondos Marinos AUAS» (Vídeo). Consultado el 13 de septiembre de 2011. (enlace roto disponible en Internet Archive; véase el historial, la primera versión y la última).
«Periódico digital de Almería» (Noticia). Consultado el 13 de septiembre de 2011. (enlace roto disponible en Internet Archive; véase el historial, la primera versión y la última).
- Datos: Q5708983
- Multimedia: Asociación Universitaria de Actividades Subacuáticas / Q5708983